# Ruben Wagnsson
Ruben Wagnsson, född 8 september 1891 i Örebro, död 15 februari 1978 i Katrineholm, var en svensk ämbetsman, politiker, fackföreningsman och nykterhetsivrare. Han var riksdagsman 1922–1947 och landshövding i Kalmar län 1947–1958.

## Biografi
Wagnsson, som var son till metodistpastor Gustaf Wagnsson och Adèle Ruben, avlade filosofie kandidatexamen vid Lunds universitet 1915 och arbetade som folkskollärare i Hässleby och Oskarshamn 1916–1934. Han blev riksdagsledamot i andra kammaren 1922 och efter två mandatperioder övergick han till första kammaren 1928 och blev då dess yngsta ledamot. Han utsågs till undervisningsråd 1935 och ordförande i TCO 1937. Han var chef för IOGT i Sverige 1929–1942 och IOGT-rörelsens internationelle chef 1947–1966. Då han 1947 utsågs till landshövding lämnade han riksdagen, TCO,  Hörselfrämjandet, Skolöverstyrelsens folkbildningsrotel, Svenska Europahjälpen med mera. Han var redaktör för tredagarstidningen Oskarshamns-Posten 1920–1923 och stadsfullmäktiges ordförande i Oskarshamn 1928–1934. Han var en av två redaktörer för verket om Svenska folkskolans ledning i ord och bild 1942.
Under hans tid som landshövding förbättrades länets vägar och järnvägar samt flygförbindelser. Ölandsbrofrågan blev aktuell liksom etableringen av ett atomkraftverk vid Figeholm. Han var engagerad i biståndsfrågor och var ordförande i Röda korset.
Wagnsson var under andra världskriget engagerad i antinazistiska kretsar som styrelseledamot i Samfundet Nordens Frihet och medlem i Tisdagsklubben.
Sitt liv har Ruben Wagnsson skildrat i memoarboken Många järn i elden 1969. Han är begravd på Norra begravningsplatsen utanför Stockholm.